# Valencia (Venezuela)
Valencia è la terza città del Venezuela e la capitale dello stato di Carabobo. La città è un polo economico che ospita le principali industrie e aziende manifatturiere del Venezuela. È anche la città più grande della regione metropolitana di Valencia-Maracay, che con una popolazione di circa 4,5 milioni di abitanti è la seconda del Paese dopo Caracas.

## Geografia fisica
Valencia si trova in una valle centrale, circondata da una catena montuosa chiamata Cordigliera della Costa. Alla periferia orientale della città si trova il Lago di Valencia, il secondo lago più grande del Venezuela. A ovest e a nord-est si trovano le montagne. A sud si trova un'estensione delle praterie venezuelane, i Llanos. È situata a 172 km ad ovest di Caracas.

## Storia
Fu fondata nel 1555 in una valle chiamata Valle de los Tacariguas. Negli anni sessanta del Cinquecento venne saccheggiata dal conquistatore spagnolo Lope de Aguirre e, nel secolo successivo, dai pirati francesi. 
Valencia fu fondata dal capitano Alonso Díaz Moreno il 25 marzo 1555 con il nome di Nuestra Señora de la Asunción de Nueva Valencia del Rey. Fu il primo insediamento spagnolo nel Venezuela centrale. Il suo toponimo deriva da Valencia de Don Juan, nella provincia di León, Spagna. Le encomiendas misero gli indiani che vivevano nella regione sotto il controllo dei coloni spagnoli. Questi ultimi cominciarono ad allontanare la popolazione nativa dalle terre più fertili, ma iniziarono anche ad avere rapporti di interscambio con loro.
Il conquistador spagnolo Lope de Aguirre entrò in città nel 1561. Nel 1677 Valencia fu saccheggiata dai pirati francesi che incendiarono il municipio, distruggendo così molti documenti molto importanti sui primi insediamenti in Venezuela.
Il 24 giugno 1821 non lontano da Valencia si svolse la celebre battaglia di Carabobo, che segnò la definitiva indipendenza del Paese dal dominio coloniale spagnolo.
Valencia divenne la capitale del Venezuela nel 1830, dopo la separazione dalla Gran Colombia. Poco dopo cessò di essere la capitale, per tornare a essere la sede del governo nazionale nel 1858, dopo la caduta dei Monagas e la Rivoluzione di Marzo.

## Geografia antropica
Si compone di cinque distinti municipios:
- Valencia (capoluogo Valencia);
- Naguanagua (capoluogo Naguanagua);
- San Diego (capoluogo San Diego);
- Libertador (capoluogo Tocuyito);
- Los Guayos (capoluogo Los Guayos).

Assieme ai municipios di Guacara, San Joaquín, Diego Ibarra e Carlos Arvelo costituisce l'Área metropolitana de Valencia.

## Economia
È considerato uno dei principali centri industriali del Venezuela (montaggio di veicoli di ogni tipo, manifatture alimentari, industrie tessili ecc.).

## Amministrazione

### Gemellaggi
- Napoli
- Valencia, dal 1982[2]
- Sibiu, dal 1993[3]